# Bizantinistica

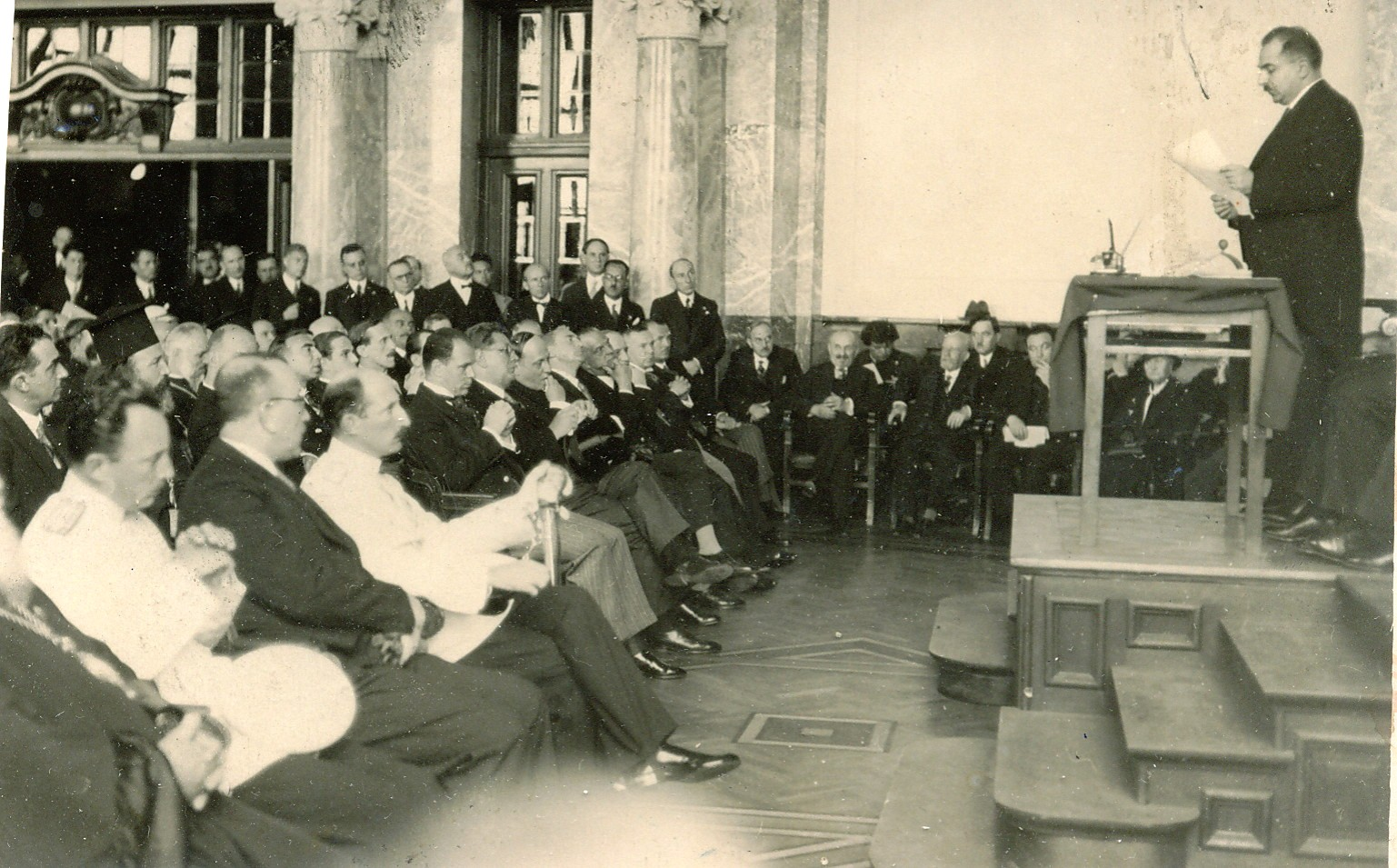
Cerimonia di apertura del IV Congresso internazionale di bizantinistica tenutosi nel 1934 presso l'Università di Sofia

La bizantinistica (o studi bizantini) è una disciplina umanistica concernente lo studio della storia, della società e della cultura dell'entità politica comunemente nota come Impero bizantino (e delle entità statuali medievali minori di cultura greca da essa derivate, quali ad es. il Despotato di Morea e l'Impero di Trebisonda), evolutasi in continuità con l'Impero romano d'Oriente. L'Impero bizantino aveva il suo centro politico e culturale nella città di Costantinopoli (la moderna Istanbul), fondata dall'imperatore Costantino nel 324 al fine di ospitare la capitale della porzione orientale dell'Impero romano. Pur variando notevolmente per estensione nel corso della sua esistenza, l'impero rimase un'entità peculiare e per lungo tempo molto influente nella realtà politica europea e del Vicino Oriente, attraversando un arco temporale di oltre mille anni, interrotta solo dalla conquista finale da parte dei Turchi Ottomani.

## Storia
Il termine "bizantino" deriva da Bisanzio ( Βυζάντιον) il nome dell'insediamento fondato secondo la tradizione nel VII secolo a.C. da coloni megaresi sulla sponda europea del Bosforo. Il sito occupato da Bisanzio venne prescelto da Costantino quale luogo di fondazione della nuova capitale imperiale, che venne consacrata nel 330 d.C., assumendo nel corso del V secolo la denominazione ufficiale di Costantinopoli.
"Bisanzio" e "Bizantino" sono attualmente utilizzati per riferirsi a tutti gli aspetti dell'impero romano d'Oriente e alla sua cultura.
L'utilizzo in senso moderno del termine risale al XVI secolo; si ritiene che esso sia stato utilizzato per la prima volta per descrivere lo stato greco medievale da Hieronymus Wolf, umanista e storico tedesco allievo del Melantone che operò ad Augusta nel XVI secolo sotto il patrocinio dei Fugger. Circa 100 anni dopo la conquista ottomana di Costantinopoli, Wolf iniziò a raccogliere, organizzare e tradurre gli scritti dei filosofi bizantini, ed è pertanto considerato l'iniziatore della disciplina in Germania. Va sottolineato tuttavia che in Italia fossero attivi sin dal XV secolo umanisti bizantini quali Gemisto Pletone, i cui studi precorrono sotto certi aspetti la bizantinistica in senso proprio.
L'"Oxford Dictionary of Byzantium", importante testo di riferimento generico per molti ricercatori, pone l'accento sul ruolo degli umanisti d'oltralpe nella definizione del termine e nella creazione della disciplina della bizantinistica: «Gli stessi Bizantini chiamavano il loro Stato Impero romano (Βασιλεία τῶν Ῥωμαίων) piuttosto che Bisanzio, applicando il termine Byzantion (Βυζάντιον) solamente alla loro capitale, ribattezzata con il nome di Costantinopoli. Bisanzio quale termine per designare lo stato venne introdotto in ambito accademico solo nel XVI secolo da Hieronymus Wolf (1516–80).»
Il "Fordham University's Internet History Sourcebooks Project" colloca invece il processo di evoluzione semantica nel XVII secolo, attribuendolo allo studioso francese Charles du Fresne meglio noto come Du Cange:
«Sia lo Stato che gli abitanti [di Bisanzio] si definirono romani, così come fecero molti dei loro vicini. Gli europei occidentali, che avevano un loro impero romano, li chiamavano orientali o greci ed in seguito, seguendo l'esempio del grande studioso Du Cange, bizantini dal nome tradizionale della capitale dell'impero, ovvero Costantinopoli.»
La precedenza nell'uso del termine può essere senz'altro attribuita all'umanista tedesco
Hieronymus Wolf (1516–80) piuttosto che a Du Cange. Wolf introdusse infatti l'espressione "res
Byzantina" (in analogia con l'espressione latina "res publica") già nella prefazione della sua "Nicetae Acominati Choniatae, magni logothetae secretorum…Imperii graeci historia" del 1557. Nel 1562 aggiunse a tale edizione un secondo volume (Nicephori Gregorae, Romanae, hoc est Byzantinae historiae Libri XI…) contenente fonti tarde bizantine, descrivendo tale raccolta come "un corpus di storia bizantina". In questo testo troviamo inoltre il termine "imperium Byzantinum" nelle glosse in margine.
Quale estensione dell'impero romano le strutture di governo e amministrative di Bisanzio si evolsero a partire da quelle esistenti nei primi secoli dell'era volgare, di impianto romano e basate sull'utilizzo del latino. Il linguaggio della sua cultura letteraria era tuttavia il greco.
La lingua greca scritta in uso a Bisanzio in epoca medievale era caratterizzata da una diglossia tra il greco attico di uso letterario ed elevato (quale la Cronografia di Michele Psello) e la κοινή, utilizzata nella letteratura cristiana. A ciò va aggiunto il greco parlato, vernacolare, chiamato γλῶσσα δημώδης, ἁπλοελληνική, καθωμιλημένη, o Ῥωμαιϊκή, nel quale iniziarono ad apparire testi scritti solo a partire dall'XI secolo (un esempio di testo in lingua vernacolare è il poema epico Digenis Akritas).
I generi più comuni della letteratura bizantina erano la storiografia, l'agiografia (enkomia, synaxaria, menaia), l'epistolografia, la retorica, la poesia. Non mancano tuttavia anche testi di contenuto tecnico, quali trattati di strategia militare, trattati etnografici e geografici, trattati amministrativi e sulle cerimonie di corte, raccolte di diritto civile e canonico.
Sin dalle sue origini Costantinopoli fu una città profondamente influenzata dalla religione cristiana, il cui vescovo sarebbe in seguito divenuto patriarca ecumenico della chiesa ortodossa. I rituali e la mentalità cristiani sarebbero divenuti un elemento pervasivo della società bizantina. In sintesi le caratteristiche fondanti di questo impero sono l'elemento romano della legge e delle strutture di governo; l'elemento greco nel linguaggio e nella cultura letteraria e l'elemento cristiano della sfera religiosa.
Un elemento di indubbio interesse nell'ambito della bizantinistica è la percezione che i sudditi dell'impero avevano di sé stessi, ovvero quale fosse la loro identità culturale in quanto Romei. Anthony Kaldellis ha affrontato tale questione in due opere molto rilevanti nell'ambito degli studi bizantini, "Hellenism in Byzantium: The Transformations of Greek Identity and the Reception of the Classical Tradition" (Cambridge University Press, 2008, ISBN 978-0521876889) e "Romanland: Ethnicity and Empire in Byzantium" (Belknap Press: An Imprint of Harvard University Press, 2019, ISBN 978-0674986510).
Per il mondo occidentale in generale, Bisanzio è stata a lungo percepita negativamente e come un'entità estranea all'Europa, a differenza dell'impero romano il quale ha lasciato cospicue e tangibili tracce della sua esistenza nell'Europa occidentale. Questa percezione (la cui manifestazione più nota nella letteratura medievale è probabilmente il resoconto lascitoci da Liutprando da Cremona, la Relatio de Legatione Constantinopolitana), è stata perpetuata da una parte della storiografia, a partire da Edward Gibbon, il quale assunse nella sua opera principale, Declino e caduta dell'Impero romano, una posizione decisamente ostile nei confronti dell'Impero bizantino, la cui storia era per lui una tediosa e uniforme narrazione di debolezza e miserie. Tale posizione era condivisa dallo storico e filosofo positivista Hippolyte Taine, dallo storico William Edward Hartpole Lecky (come riscontriamo nella sua opera "A history of European Morals from Augustus to Charlemagne"), da Georg Wilhelm Friedrich Hegel (come espresso in Lezioni sulla filosofia della storia e da Jacob Burckhardt (in "Il tempo di Costantino il Grande"). Un simile atteggiamento è anche in parte riconducibile alle differenze di natura linguistica, politica e culturale che progressivamente si acuirono tra l'Europa orientale e quella occidentale a partire dalla tarda antichità e attraverso il medioevo. Tutto ciò si concretizzò nella contrapposizione tra il mondo cristiano orientale greco-ortodosso, cesaropapista e quello occidentale, latino e cattolico.
Di segno opposto fu invece la posizione maturata in contesti politici assolutistici o autoritari, quali la Francia dell'Ancien Régime (dove invece Bisanzio venne valutata positivamente nelle opere di intellettuali conservatori quali ad es. Pierre Poussines) o nell'impero russo, in virtù anche dell'eredità culturale bizantina. Intellettuali conservatori quali Konstantin Leontiev videro nell'impero bizantino un positivo esempio politico e culturale di riferimento, basato sull'autocrazia e sulla religiosità, da contrapporre all'influenza degeneratrice dei valori occidentali. Tali posizioni sono esposte nella sua opera del 1885-1886 Восток, Россия и Славянство (Vostok, Rossiia i slavianstvo - L'Est, la Russia e gli Slavi), nella quale è presente il saggio Византизм и славянство (Vizantizm i slavianstvo - Bizantismo e Slavismo), del 1875.
Lo stigma che ha caratterizzato la percezione della storia di Bisanzio nel mondo occidentale è per certi versi ancora percepibile in vari ambiti. Per esempio in quello dell'educazione, come rilevato dall'assenza di una trattazione significativa della storia bizantina nei curricula di scuola secondaria, nonostante il suo peso sull'eredità culturale e politica europea. Bisanzio fu per lungo tempo oggetto di interesse solo in associazione all'esoterismo e alla magia. Nondimeno negli ultimi decenni questa damnatio memoriae è in qualche misura oggetto di revisione, non solo in contesti accademici, ma anche nella cultura mainstream, come testimoniato per esempio dall'interesse suscitato dalle mostre di arte bizantina presso il Metropolitan Museum of Art ("Age of Spirituality" del 1977, "Glory of Byzantium" del 1997, "Byzantium: Faith and Power, 1261–1557" del 2004).
A livello accademico troviamo invece in Europa e Nord America diversi centri di ricerca specializzati nello studio di Bisanzio, sviluppatisi in maniera informale conseguentemente all'interessamento di uno o più accademici o creati in maniera formale quali facoltà universitarie sin dalla seconda metà del XIX secolo. Tali centri hanno contribuito a rendere più coerente e strutturata la ricerca in tale disciplina, trattata per lungo tempo in maniera non sistematica e non distinta dalla storiografia dell'impero romano. In molti casi un importante elemento che ha contribuito all'avvio dello studio scientifico della disciplina è stata la presenza di manoscritti greci, di autori sia classici che medievali, risalenti al periodo bizantino e trascritti in aree sotto la dominazione bizantina. Tali collezioni sono presenti per esempio ad Atene, Londra, Madrid, Parigi, il Vaticano, Vienna. Tale elemento ha fatto sì che l'interesse per Bisanzio fosse, quantomeno nelle sue fasi iniziali, di tipo filologico piuttosto che puramente storico. Tale interesse filologico venne spesso associato alla tradizione teologica e alle strutture ecclesiastiche della chiesa greco-ortodossa, sebbene tali elementi siano solo una parte dell'eredità culturale di Bisanzio.
Assieme alla Germania, la Francia fu tra le prime nazioni i cui accademici si interessarono allo studio del cosiddetto bas empire (termine con il quale si designava il tardo impero romano). Tali ricerche ebbero un forte stimolo durante il regno di Luigi XIV, anche in considerazione dei parallelismi tra i due regimi. Tale studio condusse all'acquisizione di numerosi testi bizantini da parte delle collezioni regie, principalmente trattati storici, che successivamente vennero dati alle stampe. Tali edizioni, originariamente stampate a Parigi ma in seguito riprodotte anche a Venezia, costituirono un importante corpus di fonti per i ricercatori sino al XIX secolo, quando vennero soppiantate dalle moderne ed aggiornate edizioni di Bonn. I manoscritti custoditi presso le biblioteche parigine hanno costituito inoltre la base di altri importanti strumenti accademici, quali il "Glossarium ad scriptores mediae et infimae Graecitatis" del Du Cange, risalente al 1688 e ancora oggi non del tutto abbandonato. L'interesse intellettuale per gli studi bizantini è rimasto un elemento costante nella vita accademica francese, come testimoniato dalla produzione in periodi recenti di importanti trattati sull'argomento da parte di ricercatori della Sorbona e del Collège de France.
Tuttavia il passaggio più significativo verso la creazione formale della disciplina si deve a Karl Krumbacher (1856–1909), il quale fondò a Monaco di Baviera negli anni '90 del XIX secolo il Byzantinische Zeitschrift, il primo periodico incentrato su questo argomento e ancora oggi tra le pubblicazioni di riferimento. A lui si deve inoltre la fondazione dell'Istituto di studi bizantini presso l'Università Ludwig Maximilian di Monaco tuttora esistente. In Germania comparvero altri centri di ricerca significativi anche a Berlino, Bonn ed Amburgo. Influenzati dall'esempio tedesco e per ovvie ragioni culturali e storiche, si ebbero importanti sviluppi anche ad Atene, attraverso l'operato di istituzioni quali l'università e l'Accademia. Analogamente anche la Russia zarista, Stato guida del mondo cristiano ortodosso ed "erede" dell'impero bizantino fu un fecondo luogo di ricerca in questa disciplina sin dalla seconda metà del XIX secolo, trovando in Fëdor Ivanovič Uspenskij il suo massimo esponente. La scuola russa mantenne un certo peso anche durante il periodo post-rivoluzionario e la sua influenza è testimoniata dagli importanti contributi apportati da figure quali Aleksandr Petrovič Každan (emigrato da Mosca a Washington nel corso degli anni '70), Alexander Vasiliev, Sergei Danilovič Skazki, Viktor Nikitič Lazarev, Mstislav Antonovič Šangin, Ihor Ševčenko. Una trattazione esauriente sulla scuola di bizantinistica russa è stata prodotta nell'ambito del progetto "Archives of the Russian Byzantinologists in St. Petersburg", con la pubblicazione di tre volumi da parte di Igor' Pavlovič Medvedev: "Arhivy russkih vizantinistov v Sankt-Peterburge" (1995), "Rukopisnoe nasledie russkih vizantinistov v arhivah Sankt-Peterburga" (1999) e "Mir russkoj Vizantinistiki: materialy arhivov Sankt-Peterburga" (2004).
Il passo successivo più rilevante per lo sviluppo della disciplina venne dall'istituzione di una serie di congressi internazionali di studi bizantini, il primo dei quali ebbe luogo a Bucarest nel 1924, con la partecipazione di circa 30 ricercatori. Questi congressi sono proseguiti con cadenza quinquennale sino ad oggi, con interruzioni solamente durante la seconda guerra mondiale. Gli atti e i documenti presentati nel corso di tali eventi hanno avuto un'enorme influenza sulle metodologie e le aree di studio della bizantinistica.
Nel corso degli anni '20 e '30 del XX secolo manufatti bizantini (icone, avori, smalti) hanno suscitato l'interesse dei collezionisti d'arte, anche a causa della loro natura astratta e geometricamente rigorosa, in linea con i gusti dell'epoca, nonché per il fatto di essere all'epoca ancora relativamente poco costosi. Un collezionista molto significativo fu lo statunitense Robert Woods Bliss, il quale in collaborazione con la moglie Mildred Barnes Bliss assemblò una vasta raccolta di oggetti (alla quale si aggiungeva una libreria accademica), ospitata all'interno della sua abitazione a Washington, D.C., Dumbarton Oaks. Tale collezione venne offerta nel 1940 alla Harvard University, costituendo la base per la Dumbarton Oaks Research Library and Collection, divenuta una delle più importanti risorse a disposizione degli studiosi di bizantinistica. L'esistenza di facoltà di studi bizantini presso diverse università statunitensi è in parte dovuta all'influenza di tale istituzione.
Negli anni successivi alla seconda guerra mondiale gli studi bizantini ricevettero rinnovato impulso conseguentemente alla generalizzata espansione dell'educazione superiore. In Austria, dove già era presente una significativa collezione di manoscritti greci presso la Österreichische Nationalbibliothek di Vienna, città posta al crocevia tra l'Europa cattolica e quella ortodossa, venne istituito nel 1946 l'Österreichische Byzantinische Gesellschaft. Nel 1962 venne creata presso l'università di Vienna la Lehrkanzel für Byzantinistik (in seguito ridenominata Institut für Byzantinistik und Neogräzistik der Universität Wien). Sotto la guida di Herbert Hunger, tale istituzione lanciò una serie di progetti, con l'intento di redigere moderni cataloghi ed edizioni delle opere bizantine, nonché studiare elementi materiali quali sigilli e mappe (che condussero alla formazione nel 1966 del progetto Tabula Imperii Byzantini, in collaborazione con la Österreichische Akademie der Wissenschaften, finalizzato alla redazione di un atlante completo dell'Impero bizantino). In Gran Bretagna, dove lo studio della bizantinistica era stato perlopiù promosso individualmente da ricercatori isolati quali John Bagnell Bury (1861–1927) ed in seguito dal suo allievo Steven Runciman (1903–2000), vennero creati verso gli anni '60 del XX secolo nuovi dipartimenti dedicati allo studio della disciplina (ad es. a Birmingham) o rafforzate strutture preesistenti (a Cambridge, Londra, Oxford). Inspirandosi al modello dei simposi di Dumbarton Oaks e dei congressi internazionali quinquennali, gli studi bizantini britannici sono caratterizzati dalla presenza di congressi a cadenza annuale. Il rafforzamento della bizantinistica in Gran Bretagna si è riflesso anche in altri stati quali l'Australia, che ha dato vita ad una significativa scuola locale a partire da studiosi formatisi nel Regno Unito.
Attualmente gli studi bizantini sono una disciplina accademica presente in molte università del mondo occidentale, sotto forma di dipartimenti autonomi o attraverso l'iniziativa di singoli ricercatori. I suoi principali organi di comunicazione sono le pubblicazioni specializzate quali "Byzantine and Modern Greek Studies" (pubblicata dal "Centre of Byzantine, Ottoman and Modern Greek Studies" dell'università di Birmingham), "Byzantinische Zeitschrift", "Byzantinoslavica. Revue Internationale des Études Byzantines", "Dumbarton Oaks Papers", "Jahrbuch der Österreichischen Byzantinistik", "Revue des études byzantines", "Vizantijskij Vremennik" et al.

## Pubblicazioni specializzate
- Bollettino della Badia Greca di Grottaferrata  Archiviato il 9 maggio 2019 in Internet Archive.
- Byzantine and Modern Greek Studies, Birmingham, ISSN 0307-0131 (WC · ACNP).
- Byzantina Symmeikta , Atene, ISSN 1105-1639 (WC · ACNP).
- Byzantinisch-neugriechische Jahrbücher (fondata nel 1920)
- Byzantinische Forschungen
- Byzantinische Zeitschrift, Monaco di Baviera, ISSN 0007-7704 (WC · ACNP) (fondata nel 1892)
- Byzantinoslavica, Praga, ISSN 0007-7712 (WC · ACNP) (fondata nel 1929)
- Byzantion: revue internationale des études byzantines, Bruxelles (fondata nel 1924)
- Dumbarton Oaks Papers, Washington, ISSN 0070-7546 (WC · ACNP) (fondata nel 1941)
- Göttinger Beiträge zur Byzantinischen und Neugriechischen Philologie
- Gouden hoorn, Amsterdam, ISSN 0929-7820 (WC · ACNP)
- Jahrbuch der Österreichischen Byzantinistik, Vienna, ISSN 0378-8660 (WC · ACNP) (fondata nel 1951)
- Nea Rhome. Rivista di ricerche bizantinistiche, Roma, ISSN 1970-2345 (WC · ACNP) (fondata nel 2004)
- Revue des études byzantines, Parigi, ISSN 0373-5729 (WC · ACNP) (fondata nel 1943)
- Rivista di studi bizantini e neoellenici, Roma, ISSN 0557-1367 (WC · ACNP).
- Византийский временник, Vizantiyskiy Vremennik,  ISSN 0132-3776 (WC · ACNP) (1894–1927; nuova serie dal 1947)
- Zbornik radova Vizantološkog instituta, Belgrado, ISSN 0584-9888 (WC · ACNP) (fondata nel 1952)